# Camponotus ruficornis
Camponotus ruficornis är en myrart som beskrevs av Carlo Emery 1895. Camponotus ruficornis ingår i släktet hästmyror, och familjen myror. Inga underarter finns listade.